# 바스만스도르프역
바스만스도르프역(Bahnhof Waßmannsdorf)은 브란덴부르크주 다메슈프레발트군 쇠네펠트에 있는 베를린 S반의 철도역이다. 바스만스도르프 중심지에서 연방국도 96a호선을 사이에 두고 남서쪽으로 800 m 떨어져 있다. 현재의 역사는 2011년 10월에 완공되었으나, 베를린 브란덴부르크 공항 개항 5일 전인 2020년 10월 26일에 정식 영업을 시작했다. 1951년부터 1982년까지는 베를린 외곽순환선에 같은 이름의 신호장역이 있었으나, 위치는 현재의 역사와는 다르다.

## 역사
1951년 7월 10일에 베를린 외곽순환선에 바스만스도르프 신호장이 개통했다. 베를린 쇠네펠트 공항의 약 4 km 서쪽에 위치해 있었다. 신호장으로 개통했기 때문에 여객 영업은 진행되지 않았다. 1951년 당시에는 승강장 4선과 화물선 3선을 설치할 계획이 있었다. 1958년에는 본선 북쪽에 길이 840 m인 추월선이 설치되었다. 베를린 외곽순환선의 3선 및 복복선화 과정에서 1982년 5월 7일에 신호장이 폐지되었다.
2011년 10월 30일에 새로운 역사가 완공되었으며, 공식적으로는 2011년 6월 17일부터 정거장으로 등록되었다. 그뤼나우 분기점에서 베를린 브란덴부르크 공항으로 가는 노선상에 설치되었다. 2014년 1월까지 투입된 비용은 약 700만 유로이며, 쇠네펠트 지자체의 예산으로 건설되었다. 베를린 브란덴부르크 공항 개항이 지연되면서 바스만스도르프역 개통도 지연되었다. 쇠네펠트에서는 공항 개항 이전에 바스만스도르프역을 사전 개통하려고 했으며, S반 베를린에서 여러 가능성을 검토했으나 실현되지는 않았다. 공항 개항 이전에도 터널 노선의 환기를 위해서 임시 열차가 운행했다.

## 시설
바스만스도르프의 남쪽에 역이 위치해 있다. 주거지와의 사이에는 베를린 외곽순환선이 가로막고 있기 때문에 직접적으로 연결되어 있지는 않으며, 동쪽으로만 도로가 이어져 있다. 상대식 승강장이 설치되어 있으며, 모든 상강장에는 엘리베이터가 설치되어 있다. 바스만스도르프역-BER 공항역 구간은 젤호 전자식 신호소에 연결되어 있으며, 쇠네펠트역에서 원격으로 출발 지시를 내린다. 승강장이 곡선상에 설치되어 있기 때문에 BER 공항 방면 열차는 1인 승무 시 기관사가 승강장 전체를 바라볼 수 없으므로, 쇠네펠트역과의 폐쇄 회로 카메라를 이용할 수 없으면 BER 공항 방면 열차는 무정차 통과한다. 반면 쇠네펠트 방면 열차는 승강장이 안쪽으로 굽어 있기 때문에 기관사가 승강장 전체를 바라볼 수 있어서 완전한 1인 승무가 가능하다.
역 광장에는 P&R 주차장이 설치되어 있으며 버스 승강장이 있다.

## ILA
2012년 베를린 우주항공전시회(ILA)가 당시 개항하지 않은 베를린 브란덴부르크 공항의 남서쪽에서 진행되면서 대중교통 접근성 문제가 커졌다. 퍼블릭 데이 방문객을 행사장과 가까운 S반 바스만스도르프역에서 처리하게 할 계획이 있었으나, 독일 연방경찰은 승강장 규모가 너무 작고 계단 1곳과 엘리베이터 1곳밖에 통로가 확보되지 않았다는 이유로 활용 계획을 거부했다. 역 건설 예산은 쇠네펠트에서 부담했으며 바스만스도르프 지역의 적은 인구와 차후 산업 단지 및 공항 직원들을 위한 작은 역으로 건설했기 때문에 ILA 방문객 등의 큰 이용객을 처리하기에도 부적합했다.
메세 베를린 측에서는 독일 연방항공사업협회에 쇠네펠트에서 ILA 진행 시에 S반 연결의 필요성을 설득했으나, 바스만스도르프역 설계에는 관여하지 않았다. 관람객을 수용할 수 있을 정도의 바스만스도르프역 임시 증축에는 40만 유로의 비용이 들 것으로 예상되었으나, 이 비용을 부담하겠다고 나선 곳은 없었다. 설사 역을 증축했다고 하더라도 열차 운행상의 문제가 있었다. 바스만스도르프역에는 별도의 분기기가 없기 때문에 BER 공항까지 공차 회송 및 회차해야 했다. 그 결과 공항 개항 이전까지 ILA 관람객은 셔틀 버스와 택시로 이동해야 했다.

## 인접 철도역
| 베를린 S반                 | 베를린 S반 | 베를린 S반    |
| -------------------------- | ---------- | ------------- |
| 쇠네펠트 쥐트크로이츠 방면 | S45        | BER 공항 방면 |
| 쇠네펠트 슈판다우 방면     | S9         | BER 공항 방면 |